# ジャハン・ドットソン
ジャハン・ウォルテ・ドットソン（Jahan Waltè Dotson, 2000年3月22日 - ）は、アメリカ合衆国ニュージャージー州ニューアーク出身のプロアメリカンフットボール選手。NFLのワシントン・コマンダースに所属している。ポジションはワイドレシーバー。

## 経歴

### カレッジ
ペンシルベニア州立大学での4年目シーズンとなる2021年には、91回のキャッチで1,182レシーブ獲得ヤード、12レシーブ獲得タッチダウンを記録し、大学在籍の4年間で183回のキャッチで2,757レシーブ獲得ヤード、25レシーブ獲得タッチダウンを記録した。
2021年シーズン終了後、2022年のNFLドラフトにエントリーすることを発表した。

### ワシントン・コマンダース
| 5 ft 10+5⁄8 in (179 cm) | 178 lb (81 kg) | 30+3⁄4 in (78 cm) | 9+1⁄2 in (24 cm) | 4.43 s | 1.56 s | 2.57 s | 7.28 s | 36 in (91 cm) | 10 ft 1 in (3.07 m) | 15 回 |
| Sources:                |                |                   |                  |        |        |        |        |               |                     |       |

ドラフト1巡目全体16位でワシントン・コマンダースから指名された。2022年5月18日、4年総額1500万ドルのルーキー契約を結んだ。

#### 2022年シーズン
レギュラーシーズン第1週のジャクソンビル・ジャガーズ戦でNFLデビューを果たし、3回のキャッチで40レシーブ獲得ヤード、2タッチダウンを記録し、その週のペプシNFL週間最優秀新人選手賞に選出された。
最終的に2022年シーズンは、31回のキャッチで523レシーブ獲得ヤード、7タッチダウンを記録した。

#### 2023年シーズン
全17試合に出場し、49回のキャッチで518レシーブ獲得ヤード、4タッチダウンを記録した。

### フィラデルフィア・イーグルス

#### 2024年シーズン
2024年8月22日、2025年のNFLドラフトの3巡指名権1つと7巡指名権2つを対価に、4巡指名権とともにフィラデルフィア・イーグルスへトレードされた。第59回スーパーボウルでは先制のタッチダウンレシーブをコールされたが、リプレイ検証の結果1ヤード届いていなかった。

#### 2025年シーズン
2025年4月23日、イーグルスから5年目の契約オプションを破棄された。